# Свети Никола (Вардино)
Вижте пояснителната страница за други значения на Свети Никола.
„Свети Никола“ или „Свети Архангел Михаил“ (на македонска литературна норма: „Свети Никола“, „Свети Архангел Михаил“) е възрожденска православна църква в демирхисарското село Вардино, Северна Македония. Църквата е под управлението на Крушевско-Демирхисарската епархия на Македонската православна църква.
Църквата е гробищен храм, разположен в центъра на селото. В архитектурно отношение е еднокорабна сграда, покрита с дървен трапецовиден свод. Покривът е на две води с цветни керемиди. На изток има полукръгла апсида с голям отвор за осветление. Фасадите са фугирани. На запад има дограден трем.
Във вътрешността има стенописи от XIX век. На дъсчения таван е изписан Исус Христос Вседържител, на западната страна композицията „Страшният съд“, която заедно с изображението на патрона е пострадала при изграждането на трема.